# Levenhookia
Levenhookia es un género con diez especies de plantas con flores perteneciente a la familia Stylidiaceae, que se encuentran al sur de Australia, en Victoria y Nueva Gales del Sur. 

## Especies
Sección Coleostylis
- Levenhookia chippendalei
- Levenhookia octomaculata
- Levenhookia preissii
- Levenhookia stipitata
  - Sección Estipitatae
- Levenhookia dubia (syn. L. creberrima)
- Levenhookia leptantha
- Levenhookia sonderi
  - Sección Levenhookia
- Levenhookia pauciflora
- Levenhookia pulcherrima
- Levenhookia pusilla

- Datos: Q4358645
- Multimedia: Levenhookia / Q4358645
- Especies: Levenhookia